# Patrick Cranshaw
Joseph Patrick Cranshaw, född 17 juni 1919 i Bartlesville i Oklahoma, död 28 december 2005 i Fort Worth i Texas (lunginflammation), var en amerikansk skådespelare (karaktärsskådespelare). Han var bland annat känd för att spela rollen som Joseph "Blue" Pulaski i komedifilmen Old School, som var bland hans allra sista roller i livet.
Cranshaw ligger begravd på Restland Memorial Park, beläget i Dallas County i Texas.

## Filmografi (i urval)

### Filmer
| - 1967 – Bonnie och Clyde - 1968 – Bandolero! - 1977 – Dunderfighten - 1978 – Sgt. Pepper's Lonely Hearts Club Band - 1993 – Nyinflyttade i Beverly Hills - 1994 – Strebern - 1996 – Alla säger I Love You - 1997 – Inget att förlora - 1998 – Almost Heroes - 2000 – Best in Show | - 2001 – Bubble Boy - 2002 – Air Bud – Hunden som klarar allt - 2002 – Frank McKlusky, C.I. - 2003 – Old School - 2003 – Air Bud: Spikes Back - 2003 – My Boss's Daughter - 2005 – Herbie: Fulltankad - 2006 – Air Buddies – Valpgänget på äventyr |

### TV-serier
- 1974 – Adam-12 (TV-serie)
- 1979 – Wonder Woman (TV-serie)
- 1979–1980 – The Dukes of Hazzard (TV-serie)
- 1983 – Diff'rent Strokes (TV-serie)
- 1983 – AfterMASH (TV-serie)
- 1998 – Just Shoot Me! (TV-serie)